# NGC 4378
إن جي سي 4378 (بالألمانية: NGC 4378) التي يرمز لها بالرمز NGC 4378، هي مجرة، في كوكبة العذراء.

## الاكتشاف
اكتشفت في 2 فبراير 1786.